# Edin Atić
Edin Atić, né le 19 janvier 1997, à Bugojno, en République fédérale de Yougoslavie, est un joueur bosnien de basket-ball. Il évolue aux postes d'arrière et d'ailier.